# Шайкорык
Шайкоры́к (ранее — Чайкуру́к, каз. Шайқорық) — село в Жамбылском районе Жамбылской области Казахстана, административный центр Жамбылского сельского округа. Код КАТО — 314043100.

## География
Село расположено в южной части Жамбылского района, в 18 километрах к юго-востоку от районного центра села Аса, в 1 километре к северо-западу от областного центра города Тараз. Ближайшая железнодорожная станция Шайкорык — расположена в восточных границах села. Соседние населённые пункты: Танты к югу, Шайкорык к востоку, Коныртобе в 1 километре к северо-востоку, Капал в 2 километрах к северу. Транспортное сообщение осуществляется автодорогой А-2. Высота центра населённого пункта — 586 метров над уровнем моря.

## Население
| Численность населения | Численность населения | Численность населения |
| 1989                  | 1999                  | 2009                  |
| --------------------- | --------------------- | --------------------- |
| 2354                  | ↗3327                 | ↗4141                 |

Процентное соотношение численно-преобладающих национальностей согласно переписи 1989 года:
| Национальность | Процентное соотношение |
| -------------- | ---------------------- |
| Русские        | 47 %                   |
| Другие         | 53 %                   |